# Ludovico I il Giusto
Ludovico I il Giusto, noto anche come di Brzeg (Brieg), in polacco Ludwik I Sprawiedliwy o Roztropny o Prawy o brzeski (1321 circa – 6/23 dicembre 1398), fu duca di Legnica per due volte: la prima dal 1342 al 1345 (congiuntamente con suo fratello) e la seconda dal 1345 al 1346 (da solo), e duca di Brzeg dal 1358. Fu anche reggente di Legnica dal 1364 al 1373.

## Biografia
Fu il secondo figlio di Boleslao III il Prodigo, duca di Legnica-Brzeg per parte della moglie, principessa Margherita (Markéta) di Boemia, figlia di Venceslao II di Boemia. Ludovico fu il più giovane figlio della coppia ducale a superare l'adolescenza. Il terzo e ultimo figlio, Nicola, nacque e morì nel 1322, poco prima della morte della madre.
Sui primi anni di vita si conosce molto poco. Lo si trova poi alla corte di Boemia a Praga dove passò diversi anni apprendendo di politica e di arte del governare.
Nel 1342 Boleslao III, sommerso dai debiti, si ritirò con la moglie a vita privata e lasciò il ducato di Legnica ai figli Ludovico I e Venceslao I. Nei primi tre anni i due fratelli condivisero il governo del ducato, fin quando Venceslao perse la speranza di avere dei figli e cedette gran parte del ducato al fratello Ludovico.
Il trattato venne firmato il 9 agosto 1345 a Breslavia e avallato dal re Giovanni di Boemia. Ludovico I ricevette la parte più ricca del ducato e la sua capitale Legnica.
La divisione durò soltanto un anno. Nel 1346 Venceslao I - la cui moglie, dopo otto anni di matrimonio riuscì a rimanere incinta, tentò di modificare il trattato secondo cui Ludovico restituiva tutte le sue terre a Venceslao ed in cambio veniva nominato suo unico erede, anche nel caso della nascita di un figlio. Come compenso temporaneo, Ludovico avrebbe ricevuto un appannaggio annuo di 400 pezzi d'argento ed il possesso del palazzo di Buczyna.
La realtà apparve subito differente, il malato Venceslao non aveva alcuna intenzione di morire ed in più la situazione si andò complicando con la nascita del primo dei quattro figli di Venceslao, Roberto.
Ora Venceslao doveva indurre Ludovico a rinunciare ai suoi diritti di successione e Ludovico vide come il fratello aveva ridotto il pagamento della sua rendita. Comunque le condizioni finanziarie di Ludovico erano buone tanto da consentirgli l'acquisto della città di Lubin da suo padre e dove si trasferì con la famiglia.
Tra il 1349 ed il 1350 Ludovico prese parte ad un pellegrinaggio a Roma. Dopo la morte di suo padre Boleslao III (21 aprile 1352) Ludovico I optò per una soluzione militare per risolvere la questione dinastica con suo fratello. La guerra durò circa sei anni con interruzioni dovuta alla mediazione di diversi signori di stati confinanti fra i quali Carlo IV di Lussemburgo.
Il trattato finale firmato il 23 luglio 1359 sancì la vittoria di Ludovico I, che in aggiunta alla conferma del suo governo su Lubin, ottenne da Venceslao I la città di Chojnów, metà di Oława, il ducato di Brzeg ed una compensazione monetaria di 4.500 pezzi d'argento.
Da parte sua, Ludovico promise di pagare metà dei debiti lasciati dal padre e rinunciò formalmente alla rivendicazione del ducato di Legnica.
Venceslao I morì il 2 giugno 1364 lasciando quattro figli minorenni. Ludovico I assunse la reggenza in favore dei suoi nipoti fino al 1373 (inizialmente condivise la reggenza con la cognata, Anna of Teschen, fino al 1367). Dall'inizio della reggenza, fece dei grandi sforzi per salvare il tesoro di Legnica ed eliminare lo spettro della bancarotta. Il suo talento nell'arte del governo gli consentì di indirizzare sulla giusta strada il maggiore dei suoi nipoti, Roberto, che seguì i consigli dello zio.
Grazie al miglioramento delle finanze di Legnica, Ludovico riuscì a ricomprare la metà del ducato di Brzeg-Oława perso dal fratello (nel 1368) e ad acquistare le città di Kluczbork, Buczyna, Wołczyn (nel 1373) e Niemcza (negli anni 1392-1395).
Allo scopo di mantenere la sua autorità sulle terre, contro le rivendicazioni del suo fratello maggiore Enrico VII, Ludovico non gli diede uno stato separato ma lo nomino co-reggente, ma senza dargli un reale potere, intorno al 1360/61. Enrico VII ricevette un suo distretto soltanto nel 1395, all'età di 52 anni: Niemcza, acquistata da suo padre tre anni prima.
Ludovico partecipò attivamente alla vita politica e fu scelto spesso per sanare delle contese fra regnanti della zona. Il 21 maggio 1379, con suo fratello Venceslao I, rinnovò i suoi omaggi a Venceslao di Lussemburgo. In quella occasione il re promise la piena successione del ducato di Legnica-Brzeg soltanto ai discendenti di Boleslao III il Prodigo, saltando così la linea di successione del Casato dei Piast da intromissioni dei loro parenti. Una seconda visita avvenne il 6 gennaio 1383, ma questa volta Ludovico dovette rinunciare ad ogni rivendicazione sulle seguenti città governate da parenti del re di Boemia: Breslavia, Schweidnitz e Jawor.
Il 12 giugno 1397 Ludovico prese parte al Congresso di Łubnicach, al quale erano presenti, fra gli altri, re Ladislao II Jagellone e Premislavo I Noszak di Teschen.
Le politiche dinastiche di Ludovico I ebbero dei buoni risultati. Egli organizzò il matrimonio della sua primogenita Margherita (Małgorzata) con Alberto I di Baviera, figlio di Ludovico il Bavaro e del suo unico figlio Enrico VII (rimasto a lungo vedovo) con Margherita di Masovia, vedova di Casimiro IV di Pomerania; organizzò anche il matrimonio di suo nipote Roberto I con Hedwig di Żagań, vedova del re Casimiro III il Grande. Ludovico I si attendeva da questi matrimoni di poter approdare al trono di Polonia dopo la morte di Casimiro III. Ben presto gli fu però chiaro che le prospettive erano molto distanti. Nel 1396 fece un'alleanza con il re di Polonia Ladislao II Jagellone contro Ladislao II di Opole (Władysław Opolczyk).
La sua reputazione era così alta che Ludovico I venne ripetutamente incaricato, da Carlo IV e Venceslao IV di mediare in alcune dispute fra stati adiacenti come nel 1365 fra il vescovo di Przecław, von Pogarell ed il duca Corrado I di Oleśnica, nel 1367 fra i figli del duca Nicola II di Troppau per la divisione del ducato e nel 1373 fra il duca Corrado II di Oleśnica e Przemyslaus I Noszak per il ducato di Bytom).
Ludovico I, durante la sua lunga azione di governo, costruì numerosi edifici come castelli a Lubin e Brzeg con le loro rispettive cappelle e la Collegiata di Brzeg.
Ludovico I morì fra il 6 ed il 23 dicembre 1398 e venne sepolto nella Collegiata di St. Hedwig a Brzeg.

## Matrimonio e figli
Intorno al 1341, Ludovico sposò Agnese (n. ca. 1321 - m. 7 luglio 1362), figlia del duca Enrico IV di Głogów-Żagań e vedova del duca Leszek di Racibórz. Essi ebbero sei figli:
1. Margherita (n. 1342/43 - m. 18/22 febbraio 1386), sposò il 19 luglio 1353, Alberto I di Baviera.
2. Enrico VIII il Coraggioso (n. 1343/45 - m. 11 luglio 1399).
3. Caterina (n. ca. 1344 - m. 10 aprile 1404/4 ottobre 1405?), Badessa di Trebnitz (1372).
4. Edvige (n. 1346 - m. ca. 30 gennaio 1385), sposò nel ca. 1366 Giovanni II di Oświęcim.
5. Venceslao (n. ca. 1350 - m. dopo 15 settembre 1358).
6. Una figlia (n. prima del luglio 1351 - m. giovane).

## Ascendenza
|                         |                       |                       | Genitori                |  |  | Nonni |  |  | Bisnonni              |  |  | Trisnonni        |  |
|                         |                       |                       |                         |  |  |       |  |  | Boleslao II di Slesia |  |  | Enrico II il Pio |  |
|                         |                       |                       |                         |  |  |       |  |  | Boleslao II di Slesia |  |  | Enrico II il Pio |  |
|                         |                       | Anna di Boemia        |                         |  |  |       |  |  | Boleslao II di Slesia |  |  |                  |  |
| Enrico V di Slesia      |                       |                       |                         |  |  |       |  |  | Boleslao II di Slesia |  |  |                  |  |
|                         |                       | Edvige di Anhalt      | Enrico I di Anhalt      |  |  |       |  |  |                       |  |  |                  |  |
|                         |                       | Edvige di Anhalt      | Enrico I di Anhalt      |  |  |       |  |  |                       |  |  |                  |  |
|                         |                       | Edvige di Anhalt      | Ermengarda di Turingia  |  |  |       |  |  |                       |  |  |                  |  |
| Boleslao III il Prodigo |                       | Edvige di Anhalt      |                         |  |  |       |  |  |                       |  |  |                  |  |
|                         |                       | Boleslao il Pio       | Ladislao Odonic         |  |  |       |  |  |                       |  |  |                  |  |
|                         |                       | Boleslao il Pio       | Ladislao Odonic         |  |  |       |  |  |                       |  |  |                  |  |
|                         |                       | Boleslao il Pio       | Edvige                  |  |  |       |  |  |                       |  |  |                  |  |
| Elisabetta di Kalisz    |                       | Boleslao il Pio       |                         |  |  |       |  |  |                       |  |  |                  |  |
|                         |                       | Iolanda di Polonia    | Béla IV d'Ungheria      |  |  |       |  |  |                       |  |  |                  |  |
|                         |                       | Iolanda di Polonia    | Béla IV d'Ungheria      |  |  |       |  |  |                       |  |  |                  |  |
|                         |                       | Iolanda di Polonia    | Maria Lascaris          |  |  |       |  |  |                       |  |  |                  |  |
| Ludovico I il Giusto    |                       | Iolanda di Polonia    |                         |  |  |       |  |  |                       |  |  |                  |  |
|                         | Ottocaro II di Boemia | Venceslao I di Boemia |                         |  |  |       |  |  |                       |  |  |                  |  |
|                         | Ottocaro II di Boemia | Venceslao I di Boemia |                         |  |  |       |  |  |                       |  |  |                  |  |
|                         | Ottocaro II di Boemia | Cunegonda di Svevia   |                         |  |  |       |  |  |                       |  |  |                  |  |
| Venceslao II di Boemia  | Ottocaro II di Boemia |                       |                         |  |  |       |  |  |                       |  |  |                  |  |
|                         |                       | Cunegonda di Slavonia | Rostislav Michajlovič   |  |  |       |  |  |                       |  |  |                  |  |
|                         |                       | Cunegonda di Slavonia | Rostislav Michajlovič   |  |  |       |  |  |                       |  |  |                  |  |
|                         |                       | Cunegonda di Slavonia | Anna d'Ungheria         |  |  |       |  |  |                       |  |  |                  |  |
| Margherita di Boemia    |                       | Cunegonda di Slavonia |                         |  |  |       |  |  |                       |  |  |                  |  |
|                         |                       | Rodolfo I d'Asburgo   | Alberto IV il Saggio    |  |  |       |  |  |                       |  |  |                  |  |
|                         |                       | Rodolfo I d'Asburgo   | Alberto IV il Saggio    |  |  |       |  |  |                       |  |  |                  |  |
|                         |                       | Rodolfo I d'Asburgo   | Edvige di Kyburg        |  |  |       |  |  |                       |  |  |                  |  |
| Guta d'Asburgo          |                       | Rodolfo I d'Asburgo   |                         |  |  |       |  |  |                       |  |  |                  |  |
|                         |                       | Gertrude di Hohenberg | Burcardo V di Hohenberg |  |  |       |  |  |                       |  |  |                  |  |
|                         |                       | Gertrude di Hohenberg | Burcardo V di Hohenberg |  |  |       |  |  |                       |  |  |                  |  |
|                         |                       | Gertrude di Hohenberg | Matilde di Tubinga      |  |  |       |  |  |                       |  |  |                  |  |
|                         |                       | Gertrude di Hohenberg |                         |  |  |       |  |  |                       |  |  |                  |  |